# Верхние Кайракты
Верхние Кайракты (каз. Жоғарғы Қайрақты) — село в Шетском районе Карагандинской области Казахстана. Входит в состав Нижнекайрактинского сельского округа. Код КАТО — 356463300.

## Население
В 1999 году население села составляло 611 человек (317 мужчин и 294 женщины). По данным переписи 2009 года, в селе проживали 244 человека (128 мужчин и 116 женщин).

## История
До 2007 года посёлок городского типа. Основан как посёлок при Верхнекайрактинском месторождение. С распадом Советского Союза и закрытием шахты поселка начали покидать люди. По некоторым данным, на начало 2022 года, Верхние Кайракты представляют собой «город-призрак» — жилой микрорайон состоящий из нескольких пятиэтажных жилых домов и объектов социальной инфраструктуры полностью заброшен. В частном секторе села, который расположен в некотором отдалении от многоэтажной части, проживает 5 семей.